# Batallón Thälmann
El Batallón Thälmann fue un batallón integrado en las Brigadas Internacionales durante la guerra civil española. Su nombre fue un homenaje al líder comunista alemán Ernst Thälmann (16 de abril de 1886 - ejecutado el 18 de agosto de 1944). A lo largo de su existencia llegó a tener hasta 1500 integrantes, principalmente alemanes y austriacos, así como de otros países de Centroeuropa y Escandinavia.

## Historial
Estaba integrado por, aproximadamente, 1500 alemanes, austriacos y escandinavos. El batallón luchó especialmente en la defensa de Madrid, destacando después en las Batallas de Jarama, Guadalajara, Brunete, Teruel y el Ebro. Entre los comandantes del batallón se encontraron Ludwig Renn, escritor alemán, historiador y oficial de la Primera Guerra Mundial, Hans Kahle, antiguo oficial prusiano (que más tarde sería promovido para dirigir la 45.ª División Internacional), Richard Staimer o Willi Bredel, primer Comisario del batallón. 
Originalmente formó parte de la XII Brigada Internacional (1936-1937) y más tarde de la XI Brigada Internacional (1937-1938) a la que llegó a dar el sobrenombre popular.
Los brigadistas alemanes fueron mayoritarios en la unidad, aunque también destacaron los procedentes de Austria, Suiza y Escandinavia. En los primeros días de la guerra se le conoció como Centuria Thälmann. En algunos de sus países de origen se habían instalado los movimientos fascistas o el nazismo, lo que motivó que muchos acudieran a España, pues les ofrecía la oportunidad de luchar contra estos movimientos. Robert G. Colodny escribe sobre esta unidad de las Brigadas Internacionales: 

La historia de los alemanes en España [...] es la historia de los hombres fuertes que demostraron su valor y su coraje, su resistencia al pesimismo y la desesperación. [...] Ellos llevaron a las Brigadas Internacionales un espíritu ofensivo, una amarga valentía desesperada.